# Ökenråttor som husdjur
Vissa arter av ökenråttor, också kallade gerbiler, är populära sällskapsdjur där den vanligaste förekommande är mongolisk ökenråtta (Meriones unguiculatus). I fångenskap bör honorna leva i par (i vissa fall i grupper om tre men då ökar risken för bråk då honor är mer revirhävdande än hanar) och hanarna kan bo i par eller i mindre grupper. Hanar är lättare att placera ihop än honor. Gerbiler bör inte leva ensamma, om inte speciella skäl finns. En hona och en hane ska aldrig bo ihop om man inte avser att föda upp ungar, något som kräver ansvarstagande och kunskap. De ska inte bo tillsammans under hela livet eftersom honan då får kull efter kull.

## Historik

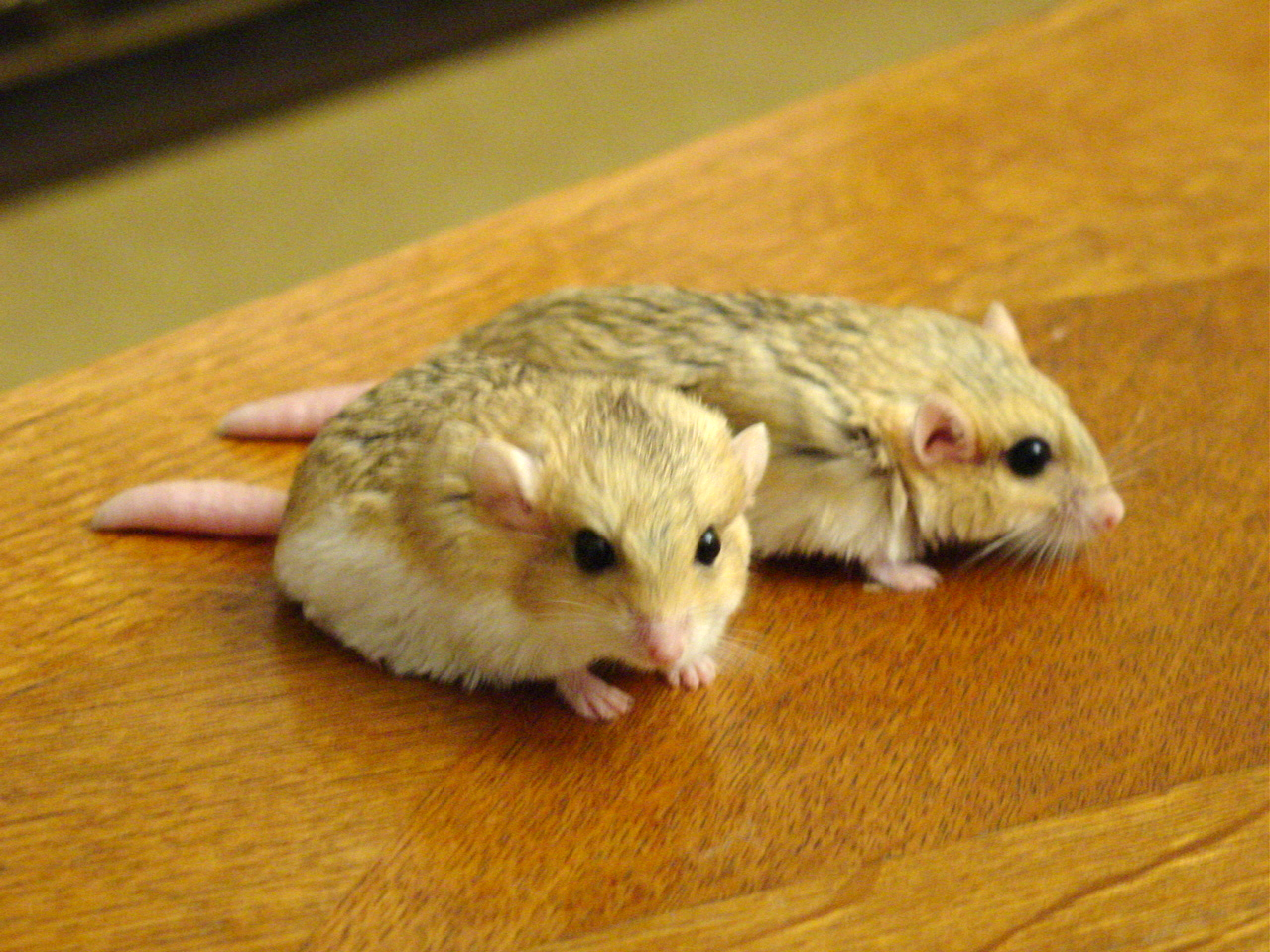
Duprasi (Pachyuromys duprasis), eller den tjocksvansade gerbilen, är en av de arter som idag blivit vanligare att hålla som husdjur.

Mongolisk ökenråtta (Meriones unguiculatus) fördes från Kina till Frankrike under 1800-talet och blev ett populärt sällskapsdjur. 1935 studerades vilda gerbiler av professor Kasugo och han fångade även ett tjugotal individer vid Amurfloden. De fördes till Japan och Kitasato-universitetet och det är från denna grupp som merparten av världens burhållna gerbiler härstammar.
De japanska forskarna korresponderade samtidigt med amerikanen Victor Schwentker om sin forskning. De första gerbilerna importerades till USA 1954 av Schwentker i forskningssyfte och han skapade en koloni ökenråttor på sin gård Tumblebrook Farm. Man upptäckte hur lätthanterliga ökenråttorna var och att de var väl lämpade att hålla som husdjur. När kolonin ökat började man ge gerbiler i presenter till familjer och vänner för att ha som husdjur. 1966 importerades gerbiler även till Blackpool i England där de senare spreds över resten av Europa.
I Sverige har gerbilen hållits som husdjur sedan 1960-talet. Den mongoliska ökenråttan är idag den vanligaste. 1995 importerades de första duprasi-gerbilerna till Storbritannien, och dessa har ökat lite i popularitet.

## Skötsel
Gerbiler är billiga i inköp, lätta att sköta och i det närmaste luktfria. Enligt svensk lag ska två gerbiler ha ett utrymme på minst 24 liter, med minsta måtten 48 cm (längd )x 25 cm (bredd) x 20 cm (höjd). Det är dock ett alldeles för litet utrymme för att gerbiler ska må bra. I stället brukar man rekommendera en bur på ungefär 100 liter. Ju större desto bättre. En bra bur för gerbiler är akvarium med god ventilation, ett begagnat akvarium fungerar utmärkt. Då gerbiler gärna gnager och gräver i spånet är gallerburar inte att föredra. Ett alternativ till akvarium kan vara en plastlåda av större modell och god ventilation. Vad som bör uppmärksammas är ifall lådan har utstickande hörn eller kanter där gerbilen kan få bra fäste att gnaga, då är förrymda gerbiler snart ett faktum. En populär plastlådemodell hos gerbilägare är SAMLA från Ikea på 130 liter.
Trots att de flesta vilda arter är nattaktiva så är de vakna på dagen också i fångenskap. Gerbiler blir mer tama ju mer man hanterar dem och de är intelligenta, nyfikna och sociala varelser. Det går till och med att lära dem tricks, gärna med hjälp av lockljud och någon god nöt som belöning.

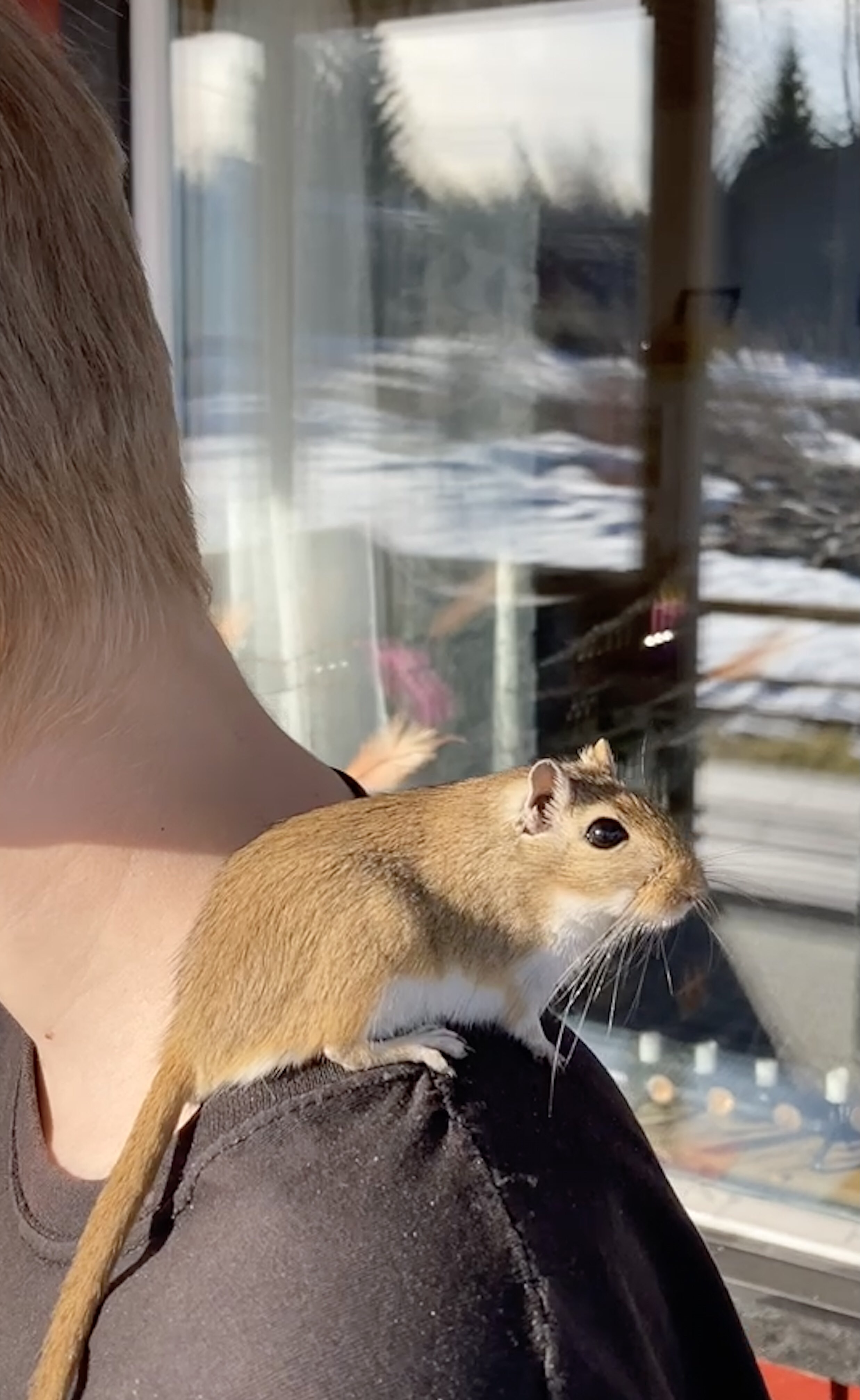
Denna gerbil har lärt sig att sitta på sin ägares axel.

I det vilda lever gerbiler främst på insekter, fröer och dricker vatten ur plantor. Då gerbiler är ökenlevande djur dricker de väldigt lite men ska alltid ha tillgång till färskt vatten. Maten i fångenskap bör bestå av cirka 12 % protein och 6-8 % fett. Det finns färdigförpackat foder till gerbiler vilket är att föredra framför foder som passar alla sorters gnagare. De olika gnagarna har långt ifrån samma behov och dessa blandningar brukar dessutom innehålla mycket feta fröer och lite eller inget av till exempel näringsrika örter.
Det är vanligast att man använder kutterspån som strömaterial, och då ett så tjockt lager som möjligt. Gerbiler älskar att gräva och redan efter någon dag brukar man kunna se stora tunnlar under spånet. En del gerbiler och människor är allergiska mot kutterspån men då finns andra alternativ som toa-lätt, alspån eller hampaströ.
Avsköljda äppelkvistar, toarullar och diverse kartonger utgör perfekt material för gerbilerna att gnaga på. Deras tänder växer hela livet och därför är det viktigt att de alltid har något att gnaga på.
I buren bör också finnas en skål med sand, sanden ska vara finkornig (kallas ofta chinchillasand) och gerbilerna använder sandskålen som toalett. Dessutom badar de i den för att hålla pälsen ren, och eftersom de kombinerar de här två funktionerna behöver sanden bytas ungefär varannan dag. Gerbilerna bör inte badas i vatten då de lätt blir nedkylda, dessutom tvättar man då bort deras egen doft och det kan skapa konflikter i flocken.
Hamsterhjul eller s.k. springbollar är inte att rekommendera då det skapar beroende och kan skada ryggen hos gerbiler. Släpp hellre ut gerbilerna på en plan yta utan åtkomst till sladdar eller giftiga växter, så de får springa av sig. Gerbiler är ofta territoriella i sin grupp och kan attackera okända individer mycket aggressivt. Därför är det viktigt att man inte sätter in en ny gerbil till flocken innan de har vant sig vid varandra, detta kan man göra genom att ha dem i en bur som är avdelad med galler så de får lära känna varandra utan att kunna skada varandra.. Vuxna gerbiler kan inte introduceras för varandra, däremot kan en vuxen och en unge introduceras för varandra, även kombinationen unge + unge går utmärkt. Det brukar också gå fint att introducera vuxen hane + två han-ungar eller två vuxna hanar + en han-unge.
Det går att könsbestämma gerbilungarna efter 8-9 dagar, vilket lättast görs genom att kontrollera om ungarna har bröstvårtor vilket indikerar att det är en hona. Man kan även kolla på avståndet mellan könsöppningarna: Långt avstånd = hane, kort avstånd = hona.

## Arter i fångenskap
Den vanligaste arten av ökenråtta som husdjur är den mongoliska gerbilen, men det finns även andra arter som hålls som husdjur, bland annat "duprasi", eller "Tjocksvansad gerbil" (Pachyuromys duprasis), som härstammar från norra Afrika, bland annat Egypten, Tunisien och Algeriet. De är mindre än den mongoliska i storleken, men med längre päls och en mycket kortare svans som är något tjockare än hos den mongoliska.
Andra arter som förekommer i fångenskap är Sundevalls gerbil (Meriones crassus), Persisk gerbil (Meriones persicus), Shaws gerbil (Meriones shawi) och den busksvansade gerbilen (Sekeetamys calurus), även om dessa är ovanliga.

## Pälsfärger

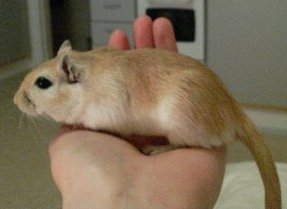
Gerbiler förekommer i cirka 35 olika färger och nya framkommer hela tiden genom selektiv avel av gerbiler. Här syns färgen Dark Eyed Honey, men det finns flera färger bland annat svart (black), gråa färger, vita, gyllenbruna, mörkbruna och vitfläckiga.

Hos gerbiler finns många olika färger. Det finns cirka 35 pälsfärger hos den mongoliska gerbilen. Nya pälsfärger framträder lite då och då hos gerbiler, oftast genom mutationer som korsats med befintliga färger.

### Genetik
Gerbilen har 7 gener som styr deras utseende och som betecknas med stora och små bokstäver. Gener finns alltid i par, där den ena genen har ärvts från modern och den andra från fadern. Gerbilens gener kan, med vissa undantag, förekomma i två olika varianter som gör att egenskaperna (i det här fallet gerbilens färg) uttrycks olika. Genen kan vara antingen dominant eller recessiv, och en dominant gen ”vinner” alltid över den recessiva genen. Recessiva gener ”syns” bara ifall de finns i dubbel upplaga, medan det räcker med en dominant gen för att den ska bestämma färgen på djuret. Generna betecknas med olika bokstäver. En stor bokstav betecknar en dominant gen och en liten bokstav en recessiv gen.
- A-genen ger gerbilen dess färg på magen. AA och Aa ger en vit mage, medan aa ger samma färg på magen som resten av pälsen, dock aningens ljusare.
- C-genen handlar om färgens jämnhet. CC, Cc(b) eller Cc(h) ger en klar och jämn färg över hela kroppen. c(b)c(b) eller c(h)c(h) ger en mörkare ton på tassar, nos, svans och öron. c(b) eller c(h) kan även som recessiva gener bleka ner pälsfärgen, då främst hos rödögda djur.
- D-genen bleker pälsens färg. En gerbil med DD eller Dd har en normalfärgad päls medan dd har en blekt päls.
- E-genen styr den gula färgen i pälsen. EE och Ee ger inte en gul päls medan ee ger en gul päls. Om gerbilen har många andra recessiva gener kan en gerbil ha ee utan att det gula syns.
- G-genen styr över de grå färgerna i pälsen. GG eller Gg ger en normalfärgad gerbil medan gg ger en grå pälsfärg.
- P-genen ger gerbilen dess ögonfärg. PP eller Pp ger svarta ögon medan pp ger röda ögon.
- Sp-genen styr de vita fläckar som framträder hos vissa gerbiler. Gerbiler kan ha många olika typer av vita fläckar, från bara några få, till att 50 % av kroppen är vit. Spsp-gerbiler har vita fläckar medan spsp-gerbiler inte har det. Sp-genen bleker även den naturliga pälsfärgen. SpSp är en dödlig kombination och gerbiler som får denna genuppsättning dör redan som foster, varför man bör vara försiktig om man parar två vitfläckiga gerbiler.[10]

## Hälsoproblem i fångenskap

### Tandproblem
Tänderna kan ändras vid näringsbrist eller skada som gör att de växer sig för långa och skadar gommen. Tänderna måste då klippas ner av veterinär i omgångar. Symptom på detta är aptitlöshet, att gerbilen dreglar, viktnedgång och dålig andedräkt. Tandproblem är ärftligt.

### Epilepsi
Ca 20-50 % av alla gerbiler tros ha epilepsi. Anfallen kommer när gerbilen skräms av antingen hanterande eller om de introduceras till ny miljö. Attackerna är oftast milda och orsaker inga bestående men, utom i extrema fall då de kan vara fatala.

### Tumörer
Tumörer är ganska vanliga hos ökenråttor, då framförallt hos hanar över två år. Tumörerna drabbar oftast doftkörteln på hanar eller äggstockarna på honor, men de kan också uppkomma på fler ställen på kroppen.

### Släpande svans
Gerbiler kan få hängande svansar, oftast på grund av för hårdhänt hantering, attacker från andra gerbiler eller om svansen fastnar. Oftast tappar gerbilen pälsen på svansen innan svansen dör och blir hängande. Men oftast läker stumpen och gerbilerna får inga bestående men, utöver att balansen kan drabbas. Ibland kan man behöva amputera bort svansen.

### Tyzzers sjukdom
Tyzzers sjukdom är en smittsam sjukdom som oftast beror på stress eller bakterier. Symptomen inkluderar en ojämn päls, diarré aptitlöshet och att gerbilen blir apatisk. Sjukdomen är fatal och sprider sig snabbt mellan gerbiler som har kontakt. 

### Dövhet och problem med innerörat
Gerbiler kan ibland få problem med innerörat som leder till att den lutar mycket kraftigt åt sidan. Oftast är det vätska i örat som orsakar problemen, men gerbiler vänjer sig ofta vid detta och fortsätter leva som vanligt. Gerbiler som har mycket vitt (Extreme white spotting) kan bli döva, troligtvis med en koppling till bristen på pigment i och runt örat.

### Nosdermatit
Gerbiler kan tappa päls runt nosen och munnen. Detta beror ofta på bakterie- eller svampinfektion som ibland kan utlösas av chock.